# Alouette calandrelle
Calandrella brachydactyla
Espèce
Statut de conservation UICN

 LC  : Préoccupation mineure
L'Alouette calandrelle (Calandrella brachydactyla) est une espèce de passereaux qui, comme toutes les alouettes, appartient à la famille des Alaudidae. Olivier Messiaen a consacré à cet oiseau une pièce, qui en porte le nom, de son Catalogue d'oiseaux.

## Systématique
L'espèce Calandrella brachydactyla a été décrite par le naturaliste hollandais Johann Philipp Achilles Leisler en 1814, sous le nom initial d'Alauda brachydactila.

### Synonyme
- Alauda brachydactilaLeisler, 1814 (protonyme)

### Taxinomie
D'après Alan P. Peterson, l'Alouette calandrelle est constituée de 9 sous-espèces :
- Calandrella brachydactyla brachydactyla (Leisler, 1814)
- Calandrella brachydactyla artemisiana Banjkowski, 1913
- Calandrella brachydactyla dukhunensis (Sykes, 1832)
- Calandrella brachydactyla hermonensis Tristram, 1865
- Calandrella brachydactyla hungarica Horvath, 1956
- Calandrella brachydactyla longipennis (Eversmann, 1848)
- Calandrella brachydactyla orientalis Sushkin, 1925
- Calandrella brachydactyla rubiginosa Fromholz, 1913
- Calandrella brachydactyla woltersi Kumerloeve, 1969

## Protection
L'Alouette calandrelle bénéficie d'une protection totale sur le territoire français depuis l'arrêté ministériel du 17 avril 1981 relatif aux oiseaux protégés sur l'ensemble du territoire. Il est donc interdit de la détruire, la mutiler, la capturer ou l'enlever, de la perturber intentionnellement ou de la naturaliser, ainsi que de détruire ou enlever les œufs et les nids, et de détruire, altérer ou dégrader son milieu. Qu'elle soit vivante ou morte, il est aussi interdit de la transporter, colporter, de l'utiliser, de la détenir, de la vendre ou de l'acheter.